# متیو رولستون
ماتیو روستون (انگلیسی: Matthew Rolston؛ زادهٔ ۱۹۵۵) یک کارگردان، و عکاس اهل ایالات متحده آمریکا است.